# Гозелец
Гозелец (словац. Hozelec) — село и одноимённая община в районе Попрад Прешовского края Словакии. В письменных источниках начинает упоминаться с 1243 года.

## География
Село расположено в западной части края, на берегах ручья Гозельский поток (правый приток реки Попрад), при автодороге 18. Абсолютная высота — 685 метров над уровнем моря. Площадь муниципалитета составляет 3,996 км².

## Население
По данным последней официальной переписи 2021 года, численность населения Гозельца составляла 766 человек.
Динамика численности населения общины по годам:
| Год:                | 1994 | 2004     | 2014    | 2024    |
| ------------------- | ---- | -------- | ------- | ------- |
| Количество человек: | 684  | 831      | 795     | 777     |
| Разница:            |      | +21,49 % | −4,33 % | −2,26 % |

Национальный состав населения (по данным переписи населения 2011 года):
| Национальность | Численность, человек |
| -------------- | -------------------- |
| словаки        | 806                  |
| чехи           | 3                    |
| русины         | 1                    |
| другие         | 3                    |
| не указана     | 54                   |
| всего          | 867                  |

По данным переписи 2021 года, в конфессиональном составе населения преобладали католики (59,4 %), лютеране (23,3 %) и греко-католики (1,9 %).